# Emil Olin
Emil Hjalmar Fredrik Olin, född 15 november 1869 i Fjälkinge socken, död 15 januari 1915 i Lund, var en svensk geolog och jordbrukare.
Emil Olin var son till godsägaren Hjalmar Olin och bror till Oscar Olin. Efter mogenhetsexamen i Kristianstad studerade han vid Lunds universitet och blev 1893 filosofie kandidat, 1899 filosofie licentiat och 1906 filosofie doktor där. Han var tillförordnad lärare i botanik vid Alnarps lantbruksinstitut 1898, assistent hos Sveriges utsädesförening i Svalöv 1899–1900 och disponent vid Allmänna svenska utsädesaktiebolaget i Svalöv 1900–1905. Han utgav bland annat De Fettgehalt der Moose (1898, tillsammans med B. Jönsson) och Om de chasmopskalken och trinucleusskiffern motsvarande bildningarne i Skåne (1906, doktorsavhandling). 1896 gjorde han en botanisk studieresa till Algeriet och Tunisien. Olin ägde från 1906 Lönnstorps herrgård utanför Svalöv, som han upparbetade till ett förstklassigt jordbruk. Han var en av de störta odlarna av Svalövsinstitutionens elitstammar av både spannmål och frö. Särskilt var an intresserad av odling av gräsfrö, och han tillhörde där en av de svenska föregångsmännen. Därutöver ägnade han sig åt djurförädling och trädgårdsodling. Han var flitigt anlitad inom Malmöhus läns hushållningssällskap och deltog även i jordbrukarnas föreningsarbete, bland annat som vice ordförande i Skånes fröodlingsförening 1911–1915 och som styrelseledamot i Skånska lantmännens centralförening. Strax före sin död uppfördes han i första förslagsrummet till en ledig position i Lantbruksakademien.